# Цивилизация
Цивилизации
Цивилиза́ция (от лат. civilis — гражданский, государственный):
1. в общефилософском значении: социальная форма движения материи, обеспечивающая её стабильность и способность к саморазвитию путём саморегуляции обмена с окружающей средой (человеческая цивилизация в масштабе космического устройства);
2. в историко-философском значении: единство исторического процесса и совокупности материально-технических и духовных достижений человечества в ходе этого процесса (человеческая цивилизация в истории Земли);
3. стадия всемирного исторического процесса, связанная с достижением определённого уровня социальности (стадия саморегуляции и самопроизводства при относительной независимости от природы, дифференцированности общественного сознания);
4. локализованное во времени и пространстве общество. Локальные цивилизации являются целостными системами, представляющими собой комплексы экономической, политической, социальной и духовной подсистем, и развивающиеся по законам витальных циклов[1].

Одним из первых термин «цивилизация» в научный оборот ввёл философ Адам Фергюсон, который подразумевал под термином стадию в развитии человеческого общества, характеризующуюся существованием общественных страт, а также городов, письменности и других подобных явлений. Предложенная шотландским учёным стадиальная периодизация мировой истории (дикость — варварство — цивилизация) пользовалась поддержкой в научных кругах в конце XVIII — начале XIX века, но с ростом популярности в конце XIX — начале XX века плюрально-циклического подхода к истории, под общим понятием «цивилизации» всё больше стали подразумеваться «локальные цивилизации».

## Возникновение термина
Попытку установить время появления термина «цивилизация» одним из первых предпринял французский историк Люсьен Февр. В своей работе «Цивилизация: эволюция слова и группы идей» он зафиксировал первое появление термина в напечатанном виде в работе «Древность, разоблачённая в своих обычаях» (1766) французского философа Буланже.
Когда дикий народ становится цивилизованным, ни в коем случае не следует считать акт цивилизаций законченным после того, как народу даны чёткие и непререкаемые законы: нужно, чтобы он относился к данному ему законодательству как к продолжающейся цивилизации.Буланже Н. А.
Однако данная книга увидела свет уже после смерти автора и к тому же не в изначальном варианте, а уже с существенной корректурой, внесённой бароном фон Гольбахом — известным в ту эпоху автором неологизмов. Авторство Гольбаха кажется Февру ещё более вероятным в свете того, что Буланже в своей работе упомянул термин единожды, Гольбах же неоднократно использовал понятия и термины «цивилизация», «цивилизовать», «цивилизованный» и в своих работах «Система общества» и «Система природы». С этого времени термин входит в научный оборот, а в 1798 году он впервые попадает в «Словарь Академии».
Швейцарский историк культуры Жан Старобинский в своём исследовании не упоминает ни Буланже, ни Гольбаха. По его мнению, авторство термина «цивилизация» принадлежит Виктору Мирабо и его труду «Друг человечества» (1757).
Тем не менее оба автора отмечают, что до приобретения термином социокультурного значения (как стадии развития культуры, противопоставленной дикости и варварству) оно имело юридическое значение — судебное решение, которое переводит уголовный процесс в разряд процессов гражданских — которое со временем было утрачено.
Французский лингвист Эмиль Бенвенист также отдал пальму первенства в использовании термина маркизу де Мирабо и вслед за Февром обратил внимание, что существительное civilisation (франкоязычное произношение [сивилизасйон]) появилось относительно поздно, в то время как глагол civiliser («смягчать нравы, просвещать») и прилагательное от причастия civilisé («благовоспитанный, просвещённый») употреблялись к тому времени уже давно. Подобное явление учёный объяснил слабой (на то время) продуктивностью класса абстрактных существительных технического характера: слова с окончанием на -isation были мало распространены и их количество возрастало медленно (существовали только слова fertilisation ([фертилизасйон] «удобрение почвы»), thésaurisation ([тезоризасйон] «накопление денег, тезаврация»), temporisation ([теморизасйон] «выжидание; выгадывание времени»), organisation ([организасйон] «организация»). Из этого небольшого количества лишь у слов organisation и civilisation произошёл переход к значению «состояния», тогда как остальные сохранили значение исключительно «действия»).
Такую же эволюцию (от юридического значения к социальному) слово проходило и в Англии, однако там в печатном издании оно появилось спустя пятнадцать лет после публикации книги Мирабо (1772). Тем не менее обстоятельства упоминания этого слова указывают на то, что слово ещё ранее вошло в обиход, что также объясняет быстроту его дальнейшего распространения как термина. Исследование Бенвениста указывает на то, что появление слова civilization (разница в одной букве) в Великобритании было практически синхронным. В англоязычную научную терминологию его ввёл шотландский философ Адам Фергюсон, автор сочинения «Опыт истории гражданского общества» (англ. An Essay on the History of Civil Society, 1767), где уже на второй странице отметил:
Путь от младенчества к зрелости проделывает не только каждый отдельный индивид, но и сам род человеческий, движущийся от дикости к цивилизации.
Оригинальный текст (англ.)Not only the individual advances from infancy to manhood, but the species itself from rudeness to civilization.

И хотя Бенвенист оставил открытым вопрос об авторстве термина, о возможном заимствовании Фергюсоном понятия из французской терминологии или из ранних трудов его коллег, именно шотландский учёный впервые использовал понятие «цивилизация» в теоретической периодизации мировой истории, где противопоставил его дикости и варварству. С этого времени судьба данного термина тесно переплелась с развитием историософской мысли в Европе.

## Цивилизация как стадия общественного развития
Периодизация, предложенная Фергюсоном, продолжала пользоваться большой популярностью не только в последней трети XVIII века, но и на протяжении почти всего XIX века. Её плодотворно использовали Льюис Морган («Древнее общество»; 1877) и Фридрих Энгельс («Происхождение семьи, частной собственности и государства»; 1884).
Для цивилизации как стадии общественного развития характерно выделение социума из природы и возникновение расхождений (вплоть до противоречий) между естественными и искусственными факторами развития общества. На данном этапе превалируют социальные факторы жизнедеятельности человека (или иного разумного существа), прогрессирует рационализация мышления. Для этого этапа развития характерно преобладание искусственных производительных сил над естественными.
Также признаки цивилизованности включают в себя развитие земледелия и ремёсел, классовое общество, наличие государства, городов, торговли, частной собственности и денег, а также монументальное строительство, «достаточно» развитую религию, письменность и т. п. Философ востоковед Б. С. Ерасов выделил следующие критерии, отличающие цивилизацию от стадии варварства:
1. Система экономических отношений, основанная на разделении труда — горизонтальном (профессиональная и укладная специализация) и вертикальном (социальная стратификация);
2. Средства производства (включая живой труд) контролируются правящим классом, который осуществляет централизацию и перераспределение прибавочного продукта, изымаемого у первичных производителей через оброк или налоги, а также через использование рабочей силы для проведения общественных работ;
3. Наличие сети обмена, контролируемой профессиональным купечеством или же государством, которая вытесняет прямой обмен продуктов и услуг;
4. Политическая структура, в которой доминирует слой общества, концентрирующий в своих руках исполнительные и административные функции. Племенная организация, основанная на происхождении и родстве, замещается властью правящего класса, опирающейся на принуждение. Государство, обеспечивающее систему социально-классовых отношений и единство территории, составляет основу цивилизационной политической системы.

## Локальные цивилизации и плюрально-циклический взгляд на историю

### Изучение локальных цивилизаций
В XIX веке европейские историки, получив первые сведения о восточных обществах, пришли к выводу, что между обществами, находящимися на стадии цивилизационного развития, могут существовать качественные различия, что позволило им говорить не об одной цивилизации, а о нескольких цивилизациях. Впрочем, представления о культурных различиях между европейской и неевропейскими культурами появились ещё раньше: к примеру, российский исследователь И. Н. Ионов трактует заявления итальянского философа Джамбаттисты Вико (1668—1744) о том, что «император китайский в высшей степени культурен», как зародыш представлений о существовании особой китайской цивилизации, а значит, и о вероятной множественности цивилизаций. Тем не менее, ни в его работах, ни в сочинениях Вольтера и Иоганна Готфрида Гердера, выражавших идеи, родственные идеям Вико, понятие «цивилизация» не было главенствующим, а понятие «локальная цивилизация» не употреблялось вовсе.
Впервые слово «цивилизация» было использовано в двух значениях в книге французского писателя и историка Пьера Симона Балланша «Старик и юноша» (1820). Позже такое же его употребление встречается в книге востоковедов Эжена Бюрнуфа и Христиана Лассена «Очерк о пали» (1826), в работах известного путешественника и исследователя Александра фон Гумбольдта и ряда других мыслителей и исследователей. Использованию второго значения слова «цивилизация» поспособствовал французский историк Франсуа Гизо, который неоднократно использовал термин в множественном числе, но тем не менее оставался верен линейно-стадиальной схеме исторического развития.

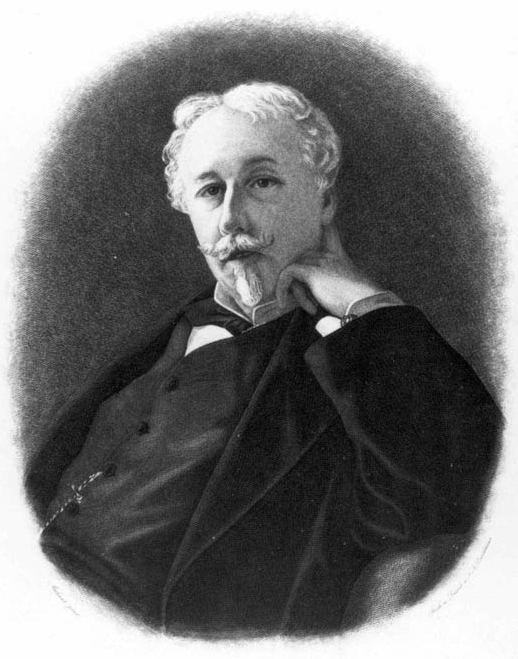
Жозеф Гобино

Впервые термин «локальная цивилизация» появился в работе французского философа Шарля Ренувье «Руководство к древней философии» (1844). Спустя несколько лет свет увидела книга французского писателя и историка Жозефа Гобино «Опыт о неравенстве человеческих рас» (1853—1855), в которой автор выделил 10 цивилизаций, каждая из которых проходит свой собственный путь развития. Возникнув, каждая из них рано или поздно погибает. Однако мыслителя совершенно не интересовали культурные, социальные, экономические различия между цивилизациями: его волновало лишь то общее, что было в истории цивилизаций, — возвышение и падение аристократий. Поэтому его историософская концепция имеет косвенное отношение к теории локальных цивилизаций и прямое — к идеологии консерватизма.
Идеи, созвучные работам Гобино, излагал и германский историк Генрих Рюккерт, который пришёл к выводу, что история человечества — это не единый процесс, а сумма параллельно протекающих процессов культурно-исторических организмов, которые невозможно расположить на одной линии. Рюккерт впервые обратил внимание на проблему границ цивилизаций, их взаимовлияния, структурных взаимоотношений внутри них. Вместе с тем Рюккерт продолжал рассматривать весь мир как объект воздействия Европы (то есть Европейской цивилизации как ведущей), что обусловило наличие в его концепции реликтов иерархического подхода к цивилизациям, отрицание их равноценности и самодостаточности.

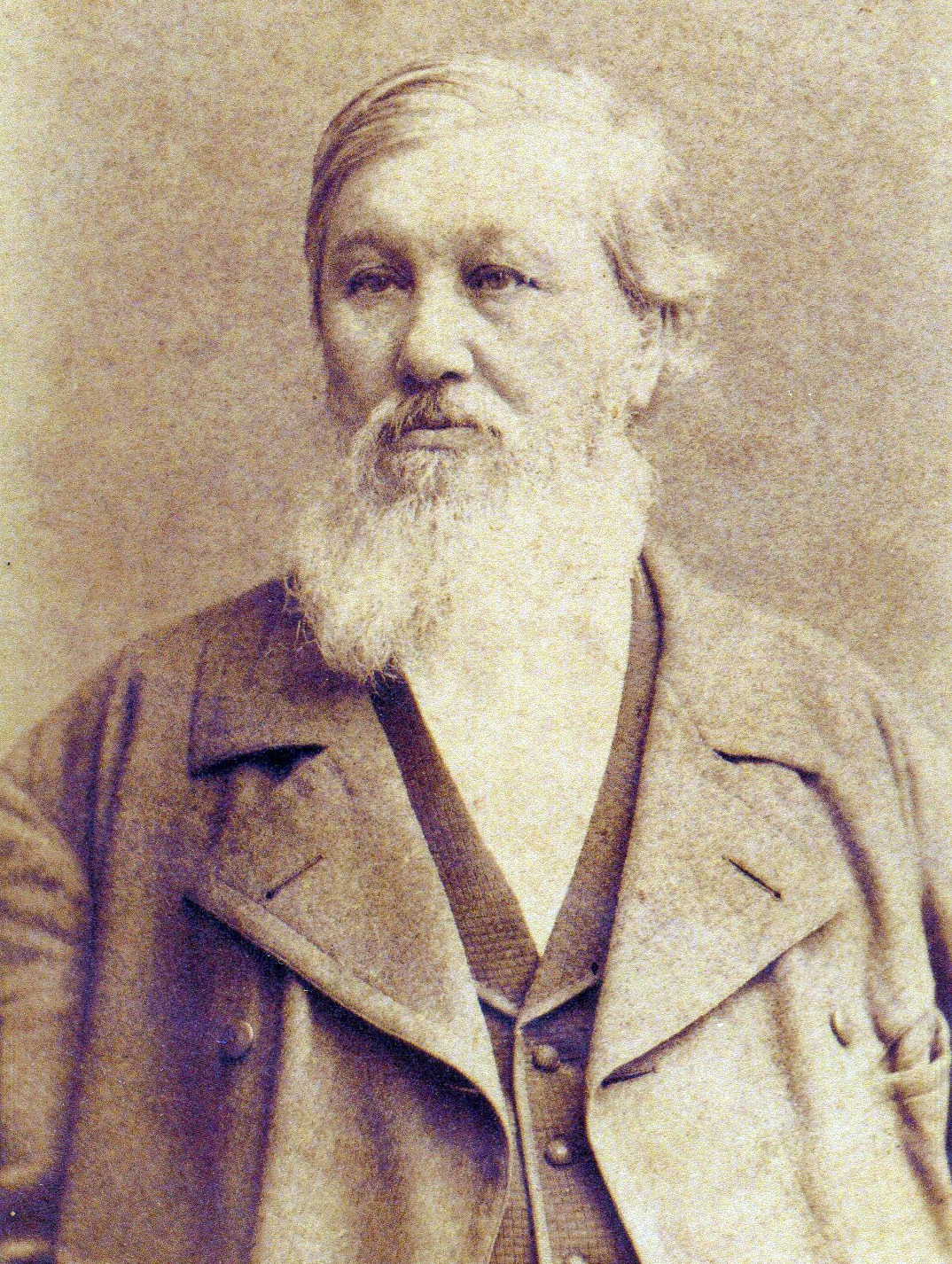
Н. Я. Данилевский

Первым на цивилизационные отношения через призму неевропоцентрического самосознания удалось взглянуть социологу Николаю Яковлевичу Данилевскому, который в своей книге «Россия и Европа» (1869) противопоставил стареющей западноевропейской цивилизации молодую восточноевропейскую — славянскую. Русский идеолог панславизма указывал, что ни один культурно-исторический тип не может претендовать на то, чтобы считаться более развитым, более высоким, чем остальные. Западная Европа в этом отношении не представляет исключения. Хотя эту мысль философ не выдерживает до конца, порой указывая на превосходство славянских народов над своими западными соседями.

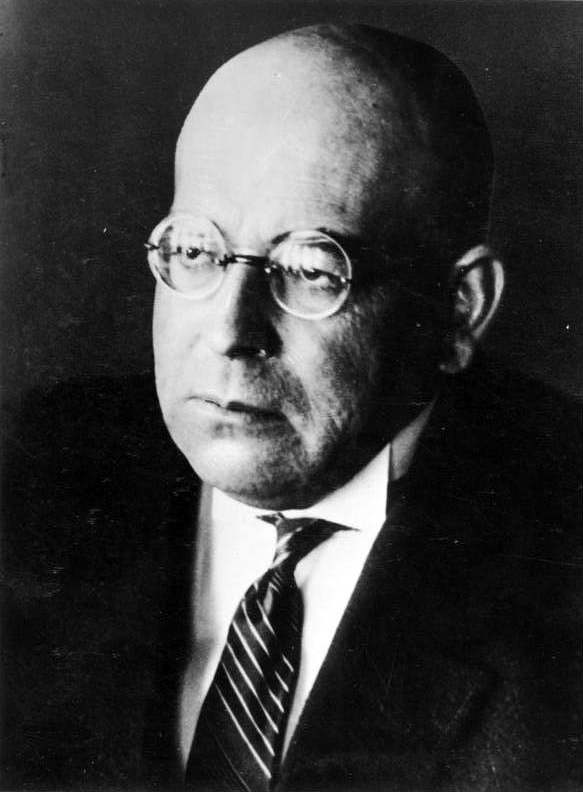
Освальд Шпенглер

Следующим значительным событием в становлении теории локальных цивилизаций стала работа германского философа и культуролога Освальда Шпенглера «Закат Европы» (1918). Неизвестно доподлинно, был ли знаком Шпенглер с работой русского мыслителя, но тем не менее основные концептуальные положения этих учёных сходны во всех важнейших пунктах. Как и Данилевский, решительно отвергая общепринятую условную периодизацию истории на «Древний мир — Средние века — Новое время», Шпенглер выступил сторонником другого взгляда на мировую историю — как на ряд независимых друг от друга культур, проживающих, подобно живым организмам, периоды зарождения, становления и умирания. Как и Данилевский, он выступает с критикой европоцентризма и исходит не из нужд исторического исследования, а из необходимости найти ответы на вопросы, поставленные современным обществом: в теории локальных культур этот германский мыслитель находит объяснение кризису западного общества, которое переживает такой же упадок, который постиг египетскую, античную и другие древние культуры. Книга Шпенглера содержала не так уж много теоретических новаций в сравнении с опубликованными ранее работами Рюккерта и Данилевского, однако она имела шумный успех, поскольку была написана ярким языком, изобиловала фактами и рассуждениями и была опубликована после завершения Первой мировой войны, вызвавшей полное разочарование в западной цивилизации и усилившей кризис европоцентризма.
Гораздо более весомый вклад в изучение локальных цивилизаций внёс английский историк Арнольд Тойнби. В своём 12-томном труде «Постижение истории» (1934—1961 гг.) Тойнби подразделил историю человечества на ряд локальных цивилизаций, имеющие единую внутреннюю схему развития. Появление, становление и упадок цивилизаций характеризовался такими факторами, как внешний Божественный толчок и энергия, вызов и ответ и уход и возвращение. Во взглядах Шпенглера и Тойнби есть много общих черт. Главное же различие состоит в том, что у Шпенглера культуры совершенно обособлены друг от друга. У Тойнби же эти отношения хотя и имеют внешний характер, но составляют часть жизни самих цивилизаций. Для него чрезвычайно важно, что некоторые общества, присоединяясь к другим или наоборот обосабливаясь, обеспечивают тем самым непрерывность исторического процесса.
Российский исследователь Ю. В. Яковец, основываясь на работах Дэниела Белла и Элвина Тоффлера, сформулировал концепцию «мировых цивилизаций» как определённой ступени «в историческом ритме динамики и генетики общества как целостной системы, в которой взаимно переплетены, дополняя друг друга, материальное и духовное воспроизводство, экономика и политика, социальные отношения и культура». История человечества в его трактовке представлена как ритмичная смена цивилизационных циклов, продолжительность которых неумолимо сокращается.

### Критерии выделения цивилизаций, их количество
Попытки введения критериев для выделения цивилизаций предпринимались неоднократно; так, российский историк Э. Д. Фролов в одной из своих работ перечислил их наиболее распространённый набор: общность геополитических условий, исконное языковое родство, единство или близость экономического и политического строя, культуры (включая религию) и менталитета. Вслед за Шпенглером и Тойнби учёный признавал, что «оригинальное качество цивилизации обусловлено оригинальным свойством каждого из структурообразующих элементов и их неповторимым единством».

### Циклы цивилизаций
На современном этапе учёные выделяют следующие циклы цивилизационного развития: зарождение, развитие, расцвет и угасание. Впрочем не все локальные цивилизации проходят все стадии жизненного цикла, в полном масштабе разворачиваясь во времени. Цикл некоторых из них прерывается в силу природных катастроф (так произошло, например, с минойской цивилизацией) либо столкновений с другими культурами (доколумбовы цивилизации Центральной и Южной Америки, скифская протоцивилизация).
На этапе зарождения возникает социальная философия новой цивилизации, которая появляется на маргинальном уровне в период завершения предцивилизационной стадии (или расцвета кризиса предыдущей цивилизационной системы). К её составляющим можно отнести поведенческие стереотипы, формы экономической активности, критерии социальной стратификации, методы и цели политической борьбы. Поскольку многие общества так и не смогли преодолеть цивилизационный порог и остались на стадии дикости или варварства, учёные долгое время старались ответить на вопрос: «если предположить, что в первобытном обществе у всех людей был более или менее одинаковый образ жизни, которому соответствовала единая духовная и материальная среда, почему не все эти общества развились в цивилизации?». Согласно мнению Арнольда Тойнби, цивилизации рождают, эволюционируют и адаптируются в ответ на различные «вызовы» географической среды. Соответственно, те общества, которые оказались в стабильных природных условиях, старались приспособиться к ним, ничего не изменяя, и наоборот — социум, который испытывал регулярные или внезапные изменения окружающей среды, неизбежно должен был осознать свою зависимость от природной среды, и для ослабления этой зависимости противопоставить ей динамичный преобразовательный процесс.
На этапе развития складывается и развивается целостный социальный порядок, отражающий базисные ориентиры цивилизационной системы. Цивилизация формируется как определённая модель социального поведения индивида и соответствующей структуры общественных институтов.
Расцвет цивилизационной системы связан с качественной завершённостью в её развитии, окончательным складыванием основных системных институтов. Расцвет сопровождается унификацией цивилизационного пространства и активизацией имперской политики, что соответственно символизирует остановку качественного саморазвития общественной системы в результате относительно полной реализации базовых принципов и перехода от динамичного к статичному, охранительному. Это составляет основу цивилизационного кризиса — качественного изменения динамики, движущих сил, основных форм развития.
На этапе угасания цивилизация вступает в стадию кризисного развития, крайнего обострения социальных, экономических, политических конфликтов, духовного разлома. Ослабление внутренних институтов делает общество уязвимым для внешней агрессии. В итоге цивилизация погибает или в ходе внутренней смуты, или в результате завоевания.

### Критика

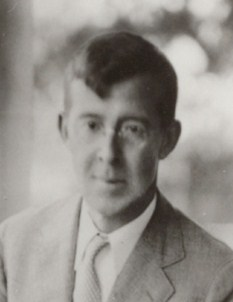
Питирим Сорокин

Концепции Данилевского, Шпенглера и Тойнби были неоднозначно встречены научным сообществом. Хотя их труды и считаются фундаментальными работами в области изучения истории цивилизаций, их теоретические разработки встретили серьёзную критику. Одним из наиболее последовательных критиков цивилизационной теории выступил русско-американский социолог Питирим Сорокин, который указал, что «самая серьёзная ошибка этих теорий состоит в смешении культурных систем с социальными системами (группами), в том, что название „цивилизация“ дается существенно различным социальным группам и их общим культурам — то этническим, то религиозным, то государственным, то территориальным, то различным многофакторным группам, а то даже конгломерату различных обществ с присущими им совокупными культурами», в результате чего ни Тойнби, ни его предшественники не смогли назвать главные критерии вычленения цивилизаций, ровно как и их точное количество.

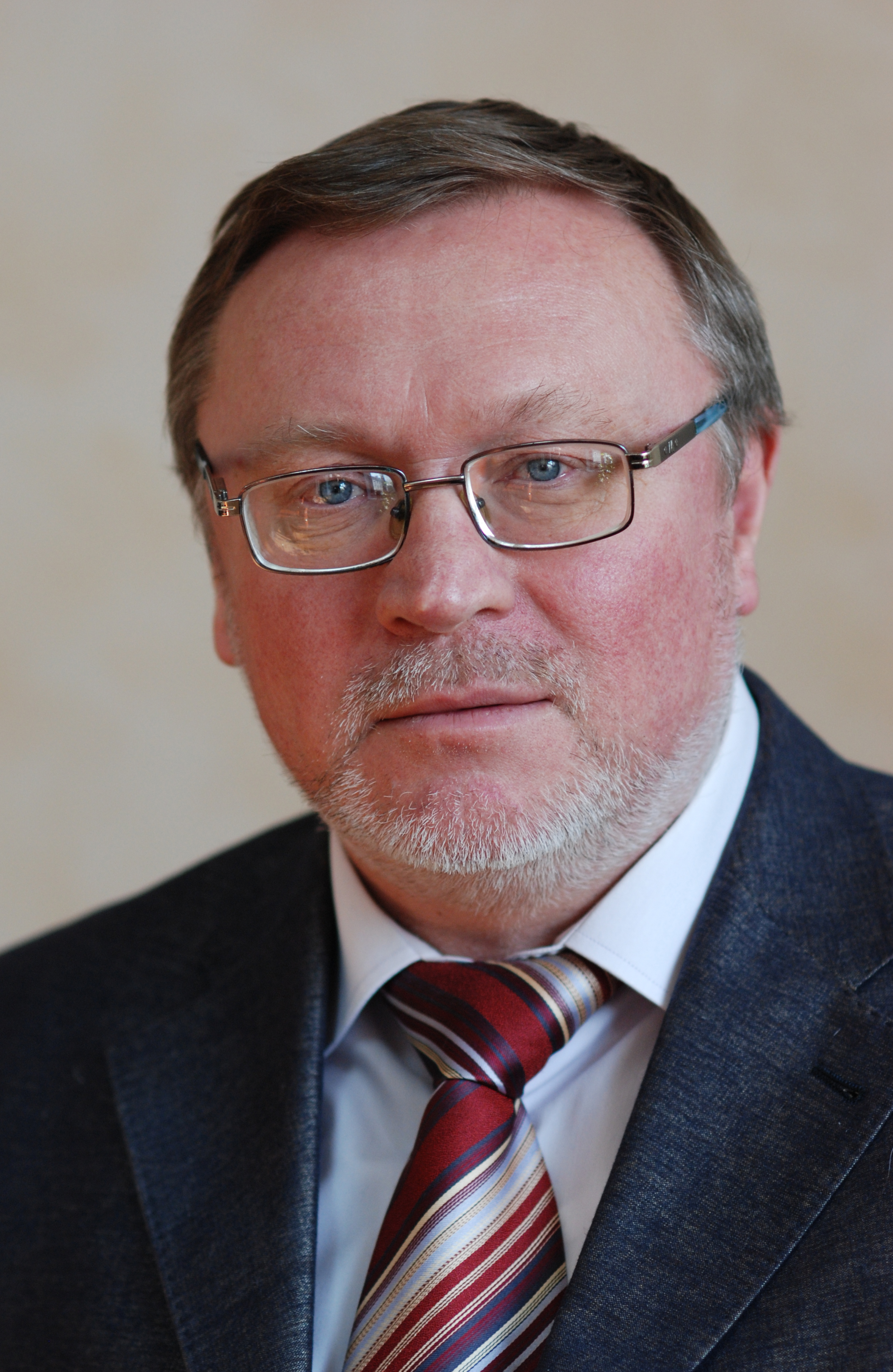
Николай Крадин

Историк-востоковед Л. Б. Алаев отмечает, что все критерии выделения цивилизаций (генетический, природный, религиозный) крайне уязвимы. А раз отсутствуют критерии, то невозможно сформулировать и понятие «цивилизации», которое до сих пор остаётся предметом споров, как и их границы, и количество. Кроме того, цивилизационный подход апеллирует к понятиям, выходящим за рамки науки, и как правило связанным с «духовностью», трансцендентностью, судьбой и т. д. Всё это ставит под вопрос собственно научность учения о цивилизациях. Учёный отмечает, что аналогичные ему идеи обычно поднимают на щит элиты стран периферийного капитализма, предпочитающие вместо отсталости говорить о «самобытности» и «особом пути» своих стран, противопоставляющие «духовный» Восток «материальному, загнивающему, враждебному» Западу, провоцирующие и поддерживающие антизападные настроения. Российским аналогом таких идей является евразийство.
Этнолог В. А. Шнирельман также пишет, что в цивилизационном подходе акцент делается на культуре, и в силу расплывчатости и сложности этого понятия чёткие критерии выделения цивилизаций установить тоже невозможно. Нередко при установлении границ цивилизаций руководствуются националистическими идеями. Беспрецедентную популярность цивилизационного подхода в постсоветской России (в том числе и в научных кругах) учёный объясняет кризисом идентичности, охватившим общество после распада СССР. Особую роль в этом сыграли, по его мнению, широко известные построения Л. Н. Гумилёва. Расцвет популярности цивилизационного подхода в России совпал с периодом доминирования неоконсервативных, националистических и неофашистских идеологий. Западная антропология к тому времени от учения о цивилизациях уже отказалась и пришла к выводу об открытом и бессистемном характере культуры.
Российский историк Н. Н. Крадин так пишет о кризисе теории цивилизации на Западе и её возросшей популярности на территории постсоветских стран:
Если в последней четверти XX в. многие рассчитывали, что внедрение цивилизационной методологии выведет отечественных теоретиков на передовые рубежи мировой науки, то сейчас с подобными иллюзиями следует расстаться. Цивилизационная теория была популярна в мировой науке полвека назад, ныне она находится в кризисном состоянии. Зарубежные ученые предпочитают обращаться к изучению локальных сообществ, проблематике исторической антропологии, истории повседневности. Теория цивилизаций наиболее активно разрабатывается в последние десятилетия (как альтернатива евроцентризму) в развивающихся и постсоциалистических странах. За этот период количество выделенных цивилизаций резко возросло — вплоть до придания цивилизационного статуса едва ли не любой этнической группе. В этой связи трудно не согласиться с точкой зрения И. Валлерстайна, который охарактеризовал цивилизационный подход как «идеологию слабых», как форму протеста этнического национализма против развитых стран «ядра» современной мир-системы.
Историк и философ Ю. И. Семёнов отмечает, что собственные построения адептов цивилизационного подхода научной ценности не представляли: «[Марксизм] это единственная концепция философии истории, которая обладает разработанным категориальным аппаратом. С ней не идет ни в какое сравнение превозносимый сейчас в нашей философской и исторической литературе „цивилизационый подход“, который располагает одним единственным понятием — „цивилизация“, вернее даже не понятием, а словом, в которое разные авторы вкладывают совершенно различные значения. На одном семинаре, посвященном этому подходу, докладчик насчитал 22 смысла, которые вкладывают его сторонники в слово „цивилизация“. Совершенно неудивительно, что все разговоры об этом подходе представляют собой переливание из пустого в порожнее». При этом они сыграли определённую положительную роль тем, что обнаружили слабые места линейно-стадиального понимания исторического процесса и позволили их скорректировать.
Цивилизационный подход в истории критикует д-р социол. наук М. Я. Бобров.
И. Г. Яковенко отмечает ряд проблем методологии теории цивилизаций: не существует единой методологии и систематики цивилизаций.
В настоящее время (2014 год) свою деятельность продолжает «Международное общество сравнительного изучения цивилизаций», которое проводит ежегодные конференции и осуществляет выпуск журнала «Comparative Civilizations Review».

## Комментарии
1. ↑  Бенвенист подробно рассказывает о них в статье «Цивилизация. К истории слова»
2. ↑  Историографию вопроса см. в статье Nikolay N. Kradin. Archaeological Criteria of Civilization
3. ↑  Рассматриваемые исторические индивиды Н. И. Данилевский именует культурно-историческими типами, просто культурами, самобытными цивилизациями, историческими организмами. Также не всегда термин «цивилизация» использовали и другие мыслители, повлиявшие на становление теории локальных цивилизаций, что, впрочем, не мешает им считаться родоначальниками данной концепции
4. ↑  Вместо понятия «локальная цивилизация» Шпенглер использовал понятие «культура». Цивилизация же в его представлении являла собой «закат культуры», стадию её упадка, в которую культура вступает после реализации всей совокупности своих потенций в форме народов, языков, учений, искусства, государств, наук. Противопоставление культуры как творческого начала и цивилизации как её губительного окостенения культуры не стало общепринятым и осталось сугубо «шпенглеровским». Ерасов